# Leopard TOGT Pro Cycling
Das Team Leopard TOGT Pro Cycling ist ein ehemaliges dänisches Radsportteam mit Sitz in Odense. 

## Geschichte und Organisation
Das Team entstand zur Saison 2023 aus der Fusion des luxemburgischen Teams Leopard Pro Cycling und des dänischen Riwal Cycling Teams und wurde als UCI Continental Team lizenziert.
Der Teammanager Mogens Tveskov und der Sportliche Leiter Sebastian Andersen kamen von Riwal Cycling, seine Assistenten von Leopard Pro Cycling. Von beiden Teams wurden jeweils vier Fahrer Mitglied im neu gegründeten Team. Hauptsponsoren waren der luxemburgische Getränkehersteller Leopard natural und das dänische Immobilienunternehmen TOGT.
Nachdem die Suche weiterer Sponsoren erfolglos geblieben war, wurde das Team zum Saisonende 2023 aufgelöst.

## Mannschaft 2023
| Teamkader 2023                         | Teamkader 2023     | Teamkader 2023 | Teamkader 2023                  |
| Name                                   | Geburtsdatum       | Land           | Vorheriges Team                 |
| -------------------------------------- | ------------------ | -------------- | ------------------------------- |
| Tobias Hansen                          | 10. März 2002      | Dänemark       | Uno-X DARE Development (2022)   |
| Loïc Bettendorff                       | 28. April 2001     | Luxemburg      | Riwal Cycling Team (2022)       |
| Mathias Bregnhøj                       | 11. November 1995  | Dänemark       | Riwal Cycling Team (2022)       |
| Colin Heiderscheid                     | 28. Januar 1998    | Luxemburg      | Leopard Pro Cycling (2022)      |
| Oliver Knudsen                         | 8. Januar 1999     | Dänemark       | Restaurant Suri-Carl Ras (2022) |
| Mads Østergaard Kristensen             | 26. Januar 1998    | Dänemark       | ColoQuick (2022)                |
| Mil Morang                             | 15. September 2004 | Luxemburg      | UC Dippach (2022)               |
| Tom Paquet                             | 28. Juni 2002      | Luxemburg      | Team U Nantes Atlantique (2022) |
| Cedric Pries                           | 25. Oktober 2000   | Luxemburg      | Leopard Pro Cycling (2022)      |
| Robin Skivild                          | 21. August 2001    | Dänemark       | Uno-X DARE Development (2022)   |
| Andreas Stokbro                        | 8. April 1997      | Dänemark       | Team Coop (2022)                |
| Kasper Viberg Søgaard                  | 12. September 2001 | Dänemark       | Riwal Cycling Team (2022)       |
| Tim Torn Teutenberg (1. Jan.–31. Jul.) | 19. Juni 2002      | Deutschland    | Leopard Pro Cycling (2022)      |
| Nick van der Lijke                     | 23. September 1991 | Niederlande    | Regio Zuid-Limbourg (2022)      |
| Emil Vinjebo                           | 24. März 1994      | Dänemark       | Riwal Cycling Team (2022)       |
| Mats Wenzel                            | 19. Dezember 2002  | Luxemburg      | Leopard Pro Cycling (2022)      |
| Miguel Heidemann (9. Mär.–31. Dez.)    | 27. Januar 1998    | Deutschland    | B&B Hotels-KTM (2022)           |
|                                        |                    |                |                                 |
| Quelle: ProCyclingStats                |                    |                |                                 |

## Erfolge
2023
| Siege    | Siege                                | Siege       | Siege  | Siege                      | Siege |
| Datum    | Rennen                               | Staat       | Klasse | Sieger                     |       |
| -------- | ------------------------------------ | ----------- | ------ | -------------------------- | ----- |
| 5. Mär.  | Grand Prix de la Ville de Lillers    | Frankreich  | 1.2    | Andreas Stokbro            |       |
| 26. Mär. | Olympia’s Tour, Gesamtwertung        | Niederlande | 2.2    | Mathias Bregnhøj           |       |
| 7. Apr.  | Circuit des Ardennes, 2. Etappe      | Frankreich  | 2.2    | Mathias Bregnhøj           |       |
| 9. Apr.  | Circuit des Ardennes, Gesamtwertung  | Frankreich  | 2.2    | Mathias Bregnhøj           |       |
| 27. Apr. | Tour de Bretagne Cycliste, 3. Etappe | Frankreich  | 2.2    | Mads Østergaard Kristensen |       |
| 19. Mai  | Flèche du Sud, 2. Etappe             | Luxemburg   | 2.2    | Mathias Bregnhøj           |       |
| 3. Sep.  | Gylne Gutuer                         | Norwegen    | 1.2    | Andreas Stokbro            |       |

## Platzierungen in der UCI-Weltrangliste
| World Ranking | World Ranking | World Ranking            | World Ranking |
| Jahr          | Teamwertung   | Einzelwertung            |               |
| ------------- | ------------- | ------------------------ | ------------- |
| 2023          | 44.           | Mathias Bregnhøj (322. ) |               |
|               |               |                          |               |
| Quelle: UCI   |               |                          |               |